# Pg. 99
I Pageninetynine, o pg. 99 sono un gruppo hardcore punk statunitense.

## Storia
Nati nel 1997 in Virginia e sciolti nel 2003, sono caratterizzati da musiche molto oscure, a tratti caotiche, a tratti quasi punk rock, a tratti molto post-hardcore. Si caratterizzano per testi decisamente particolari coronati anche da titoli molto ad effetto (My Application to Heaven, "la mia iscrizione in paradiso", Your Face is a Rape Scene, "la tua faccia è una scena di stupro"). Cambiamenti di formazione fanno variare il gruppo da un quartetto ad una band ad otto comprensiva di due voci, tre chitarre e due bassi.
Due dei vari bassisti (Kevin e Brandon) andarono nei City of Caterpillar, rispettivamente voce/basso e voce/chitarra.

## Formazione
- Chris Taylor - voce
- Blake Midgette - voce
- Mike Taylor - chitarra
- Jonny Ward - batteria
- Cory Stevenson - basso
- George Crum - chitarra
- Brandon Evans - basso
- Jonathan Moore - chitarra
- Kevin Longendyke - basso
- Mike Casto - chitarra
- TL Smoot - basso

## Discografia

### Album di studio
- Document #1: Demo tape autoprodotta
- Document #4: 6" su Robodog, pochissime stampe su vinile colorato
- 2000 - Document 5 - LP (stampato in 666 copie) e CD - Reptilian
- 2002 - Document #7: CD/7", stampato presso varie etichette
- Document 8 - CD, LP (10" e 12") - Electric Human Project e Reptilian

### Raccolte
- Document #11: Ristampa su 7" di Document #3 e Document #4 su Robotic Empire
- Document #14: Raccolta in CD di tutte le demo e delle tracce sui primi vinili e sulle compilation

### Split
- Document #2: Split 7" con Enemy Soil su Sacapuntas Records
- Document #3: Split 7" con Reactor No. 7 su Robodog
- Document #6: Split 7" con Process Is Dead su Witching Hour
- Document #9: Split 7" con City of Caterpillar, su Level Plane (ha come titolo A Split Personality dal lato City of Caterpillar)
- Document #10: Split live (CD/LP) con Waifle su Magic Bullet
- 2002 - Document #12: Split (CD/LP) con Majority Rule su Magic Bullet
- Document #13: Split 7" con Circle Takes the Square, su Perpetual Motion Machine (ha come titolo Pyramids In Cloth dal lato "Circle Takes the Square")